# Pētersala-Andrejsala
Pētersala-Andrejsala est un voisinage du district du Nord  à Riga en Lettonie.

## Géographie
Le quartier Pētersalas-Andrejsalas est situé au centre de Riga sur la rive droite du fleuve Daugava. 
Par voie terrestre, il borde les quartiers de Sarkandaugava, Skanste et Centrs.
Par voie fluviale, il borde les quartiers de Spilve et Ķipsala. 
Les limites du quartier Pētersala-Andrejsala sont le Daugava, les rues Eksporta iela, Hanzas iela, Ganību dambis, le chemin de fer jusqu'à Eksporta iela iela, la ligne d'Eksporta iela au Daugava. 
La superficie de Pētersala-Andrejsala est de 2,773 km2 soit environ la moitié de la superficie moyenne des quartiers de Riga. 
La longueur du périmètre du quartier est de 7 726 mètres.

## Transports
- Bus: 	 	2, 20, 24
- Trolleybus:  5, 11, 12, 13, 15, 16, 19, 22
- Tramway : 5 9